# あの・・絶対オイラにしかできないんですケド。
『あの・・絶対オイラにしかできないんですケド。』（あの ぜったいオイラにしかできないんですケド）は、遊助が2012年に行ったホールツアータイトルである。

## 概要
従来はツアータイトルが「あの・・つながってるんですケド。」となっていたが、遊助本人がブログで「あの・・絶対オイラにしかできないんですケド。」に変更すると発表した。このツアーはDVD化されないと公表されている。映像化しない理由は説明されていないが、ライブ中に自身が出演した映画やドラマなどの映像が使用されていたからと思われる。
また、このツアーで「全部好き。」を手話で披露した。

## 日程
※･･･追加公演
- 6月16日昼、よこすか芸術劇場　※
- 6月16日夜、よこすか芸術劇場
- 6月21日、石川県・本多の森ホール
- 6月24日、新潟県民会館
- 6月27日、グランキューブ大阪
- 6月28日、グランキューブ大阪
- 6月30日、オリックス劇場　※
- 7月4日、アクトシティ浜松
- 7月5日、びわ湖ホール
- 7月8日、神戸国際会館
- 7月9日、神戸国際会館
- 7月11日、NHKホール
- 7月12日、NHKホール
- 7月14日、秋田県民会館
- 7月15日、仙台サンプラザ
- 7月19日、鹿児島市民文化ホール
- 7月24日、青森市文化会館
- 7月28日、名古屋センチュリーホール
- 7月29日昼、名古屋センチュリーホール　※
- 7月29日夜、名古屋センチュリーホール
- 8月2日、東京国際フォーラムホールA
- 8月3日、東京国際フォーラムホールA
- 8月6日、グランキューブ大阪
- 8月7日、グランキューブ大阪
- 8月9日、広島ALSOK（上野学園ホール）
- 8月11日、福岡サンパレス
- 8月12日昼、福岡サンパレス　※
- 8月12日夜、福岡サンパレス
- 8月16日、東京国際フォーラムホールA
- 8月17日、東京国際フォーラムホールA
- 8月23日、ニトリ文化ホール
- 8月24日、ニトリ文化ホール

## セットリスト

### 本編
1. Introduction
2. 一笑懸命
3. 海賊船
4. イナヅマ侍
5. History
6. 俺なりのラブソング
7. I'll try my best
8. たんぽぽ
9. Baby Baby
10. ライオン
11. 全部好き。
12. ヨッシャ来い！
13. まつり
14. 雄叫び
15. ミツバチ
16. ひまわり
17. いちょう 又は 涙の金メダル
18. ひと
19. かすみ草

### アンコール
1. 今夜は無礼講（8/11福岡公演のみ餓鬼レンジャーとコラボ）
2. (札幌公演1日目のみ　彩道) (札幌公演2日目のみ 涙の金メダル)
3. 空飛ぶ電車
4. みんなのうた